# Адам (Карсовайское сельское поселение)
Адам — починок в Балезинском районе Удмуртии. Входит в состав Карсовайского сельского поселения.

## География
Починок расположен на северо-востоке республики на расстоянии примерно в 28 километрах по прямой к северу от районного центра Балезина.
Часовой пояс
Починок Адам как и вся Удмуртия, находится в часовой зоне МСК+1. Смещение применяемого времени относительно UTC составляет +4:00.

## Население
| 2010 | 2012 | 2014 |
| ---- | ---- | ---- |
| 53   | →53  | ↘47  |

Национальный состав
Согласно результатам переписи 2002 года, в национальной структуре населения русские составляли 57 %, а удмурты — 43 % из 58 человек.